# Saronno Foot Ball Club 1994-1995
Questa pagina raccoglie le informazioni riguardanti il Saronno Foot-Ball Club nelle competizioni ufficiali della stagione 1994-1995.

## Stagione
Ritorna tra i professionisti il Saronno dopo la retrocessione del 1991, nella stagione 1994-95 disputa il girone A del campionato di Serie C2, il torneo è stato vinto con 70 punti dal Brescello che ha ottenuto la promozione diretta in Serie C1, il Saronno giunto quarto al termine della stagione regolare con 54 punti in classifica, ottiene la promozione in Serie C1 eliminando nella semifinale play off il Novara e vincendo la finale (3-2) contro il Lumezzane.

## Rosa
| N. |                   | Ruolo | Calciatore         |
| -- | ----------------- | ----- | ------------------ |
|    | Italia (bandiera) | A     | Antonino Asta      |
|    | Italia (bandiera) | P     | Loris Biasetto     |
|    | Italia (bandiera) | A     | Pierluigi Cattaneo |
|    | Italia (bandiera) | D     | Sergio Galeazzi    |
|    | Italia (bandiera) | C     | Devis Giani        |
|    | Italia (bandiera) | C     | Igor Marziano      |
|    | Italia (bandiera) | C     | Alessandro Marzio  |
|    | Italia (bandiera) | D     | Fabio Mondoni      |
|    | Italia (bandiera) | D     | Ulisse Mozzone     |
|    | Italia (bandiera) | D     | Roberto Occhioni   |

| N. |                   | Ruolo | Calciatore        |
| -- | ----------------- | ----- | ----------------- |
|    | Italia (bandiera) | D     | Alfredo Ottolina  |
|    | Italia (bandiera) | D     | Lorenzo Palmieri  |
|    | Italia (bandiera) | C     | Marco Pozzi       |
|    | Italia (bandiera) | C     | Antonio Ricci     |
|    | Italia (bandiera) | D     | Massimo Robbiati  |
|    | Italia (bandiera) | C     | Enrico Rossi      |
|    | Italia (bandiera) | P     | Gianluca Spinelli |
|    | Italia (bandiera) | A     | Carlo Taldo       |
|    | Italia (bandiera) | A     | Emanuele Terraneo |